# Ивановский (Панфиловское сельское поселение)
Ивановский — хутор в Новоаннинском районе Волгоградской области России. Входит в состав Панфиловского сельского поселения. Население 86 человек (2015).

## География
Расположен в северо-западной части области, в лесостепи, в пределах Хопёрско-Бузулукской равнины, являющейся южным окончанием Окско-Донской низменности.
Абсолютная высота 146 метров над уровнем моря
.

## Население
| 2010 | 2015 |
| ---- | ---- |
| 85   | ↗86  |

Гендерный состав
По данным Всероссийской переписи населения 2010 года в гендерной структуре населения из 85 жителей мужчин — 37, женщин — 48 (43,5 и 56,5 % соответственно).
Национальный состав
Согласно результатам переписи 2002 года, в национальной структуре населения
русские составляли 89 % из общей численности населения в 110 человек

## Инфраструктура
личное подсобное хозяйство.

## Транспорт
Выезд на федеральную автомобильную дорога Р-22 «Каспий».
Просёлочная дорога вдоль пруда.